# 美国哥伦比亚特区联邦巡回上诉法院
美国联邦哥伦比亚特区巡回上诉法院（United States Court of Appeals for the District of Columbia Circuit、D.C. Circuit、引用时缩写为 D.C. Cir.）是美国的13个联邦上诉法院之一。其对美国哥伦比亚特区联邦地区法院拥有上诉管辖权。
该联邦巡回上诉法院有8位现任法官，都位于哥伦比亚特区华盛顿。
该院可直接审查首都各联邦政府机构的政策法规和决策，不必如其他法院般等待上诉。根据《美国行政程序法》，该院还可直接受理涉及其他行政机构的行政诉讼案件。
因哥伦比亚特区法院众多，该联邦巡回上诉法院在名称上容易与下述法院混淆：
- 美国哥伦比亚特区巡回法院（曾经存在后被撤销）
- 美国联邦巡回区上诉法院（拥有特别事项管辖权的联邦上诉法院）
- 美国哥伦比亚特区上诉法院（哥伦比亚特区相当于州法院的最高法院）

## 外部連接
- United States Court of Appeals for the District of Columbia Circuit
- Recent opinions from FindLaw （页面存档备份，存于）
- What Makes the DC Circuit so Different? A Historical View - Article by Chief Justice John G. Roberts, Jr.